# タイシノブクニ
タイシノブクニ(TAISHI NOBUKUNI)は日本のファッションデザイナー・信國太志による1998年に発表したファッションブランド。
トラディショナルな英国風スタイルをキーワードに多種多様な服を展開していくのが特徴。

## 概要
本店は東京都港区南青山。
1998年、ロンドンファッションウィーク期間中にランウェイショーを行ったのが起源。
2005年から東京コレクションに参加。
2007年、ブランドネームをボタニカに改名すると共に活動を休止するが、2009年A/Wから再開し現在に至る。

## デザイナー
信國太志

## コレクションテーマ
AMBIGUITY
- 2005 A/W COLLECTION

THE VILLAGE
- 2006 S/S COLLECTION

AHIMSA
- 2006 A/W COLLECTION

BONDAGE
- 2007 S/S COLLECTION